# 考尔多什
考尔多什，是匈牙利贝凯什州所辖的一个村。总面积42.79平方公里，总人口651，人口密度15.2人/平方公里（2011年1月1日）。